# Queen's Club Championships 2010
I Queen's Club Championships 2010, noti anche come AEGON Championships per motivi di sponsorizzazione, sono stati un torneo di tennis disputato su campi di erba, facente parte dell'ATP World Tour 250 Series nell'ambito dell'ATP World Tour 2010. È stata la 117ª edizione dell'evento, e si è giocata nell'impianto del Queen's Club a Londra in Inghilterra, dal 7 al 13 giugno 2010. Il campione uscente del singolare era Andy Murray, che ha partecipato anche a questa edizione. A Murray si sono aggiunti Rafael Nadal e Novak Đoković, che non avevano partecipato all'edizione precedente.

## Partecipanti

### Teste di serie
| Giocatore       | Nazionalità | Ranking* | Testa di serie |
| --------------- | ----------- | -------- | -------------- |
| Rafael Nadal    | Spagna      | 2        | 1              |
| Novak Đoković   | Serbia      | 3        | 2              |
| Andy Murray     | Regno Unito | 4        | 3              |
| Andy Roddick    | Stati Uniti | 8        | 4              |
| Marin Čilić     | Croazia     | 11       | 5              |
| Gaël Monfils    | Francia     | 15       | 6              |
| Sam Querrey     | Stati Uniti | 22       | 7              |
| Feliciano López | Spagna      | 31       | 8              |

* Le teste di serie sono aggiornate sul ranking al 31 maggio 2010.

### Altri partecipanti
I seguenti giocatori hanno ricevuto una wildcard:
- Ryan Harrison
- Jamie Baker
- James Ward
- Bernard Tomić
- Grigor Dimitrov

I seguenti giocatori sono passati dalle qualificazioni:

- Alex Bogdanović
- Frank Dancevic
- Nicolas Mahut
- Dmitrij Tursunov

## Campioni

### Singolare
Sam Querrey ha battuto  Mardy Fish per 7–6(3), 7-5.

### Doppio
Novak Đoković /  Jonathan Elrich hanno battuto  Karol Beck /  David Škoch per 7–6(6), 2–6, [10–3].